# 텐퍼센트커피
텐퍼센트커피(TENPERCENT COFFEE)는 대한민국의 커피 프랜차이즈 브랜드로, 2017년 부산에서 설립되었다. 본사는 부산광역시 연제구에 위치하고 있다. 운영사인 ㈜더쉐프는 브랜드 론칭 이후 전국적으로 가맹점을 확대하였다.

## 연혁
- 2017년: 부산시청 인근에 1호점 개점
- 2022년: 전국 가맹점 수 470개 돌파
- 2023년: 전국 가맹점 수 621개 돌파[1]

## 브랜드명과 로고
브랜드명 'TENPERCENT'는 상위 10%의 스페셜티 원두를 사용하겠다는 의미를 담고 있다. 로고는 '%' 기호를 변형한 디자인으로, 국내 상표권이 등록되어 있다.

## 사업 구조
텐퍼센트커피는 테이크아웃 중심의 소규모 매장을 운영하며, 가맹점주와의 상생을 위한 물품 가격 동결 정책 등을 시행하고 있다.

## 가맹점 현황
2023년 기준으로 전국 가맹점 수는 621개이며, 지역별로는 부산 195개, 서울 35개, 대구 36개, 경기도 82개, 경남 98개, 경북 49개 등으로 분포되어 있다. 전체 매장은 가맹점이며 직영점은 없다.